# سیاهرگ نهنجی‌مخططی بالایی
سیاهرگ نَهَنجی‌مخططی بالایی یا ورید تالاموستریات فوقانی (Superior thalamostriate vein) یا سیاهرگ پایانه‌ای (terminal vein) در شیار بین جسم مخطط و نَهَنج (تالاموس) شروع می‌شود، سیاهرگ‌های پرشماری را از هر دو قسمت دریافت می‌کند و در پشت مثلث مغزی با سیاهرگ مشیمیه‌ای بالایی یکی می‌شود تا هر یک از سیاهرگ‌های مخی درونی را تشکیل دهد.